# Marinella Tucaliuc
Marinella Tucaliuc (n. 18.01.1927, Botoșani - d. 11.11.2015, București) a fost o pictoriță și graficiană româncă.

După ce studiază la Institutul de Arte Plastice Nicolae Grigorescu din București, își aprofundează studiile în Iași, Cluj și București, avându-i ca profesori pe maeștrii artei: Nicolae Popa, Mihai Cămăruț, Aurel Ciupe, Alexandru Mohi, etc, participă la cele mai de seamă manifestări colective organizate în țară și în străinătate.

Artista

Marinella Tucaliuc se impune prin finețea și inefilabilul culorilor ce denota stările de suflet echivalent al unei sensibilități delicate, mereu în căutarea și aflarea frumosului diversificat atât în gama tonală, cât și a subiectului redat. Vom găsi atât în acuarelele sale, cât și în picturile sale, aprofundări detaliate ale unor locuri cunoscute ori căutate, odihnă și tăcere în redarea iernilor, umbra și lumina în peisajele rurale, în căsuțele atât de divers dispuse în care denotă viața și prezența umană în mijlocul naturii.

Florile - suave și sfioase, catifelate și voluptoase, cu pete opace ori transparente, expresive și emoționale, creează o profundă relație a sufletului artistei cu natura, un echivalent al sensibilității sale sufletești cu frumosul din natură, realitate transformată în vis de artist.

Figurile umane, redate cu gingășie în diferite etape ale vieții, cu ochii calzi și curioși ai copiilor, cu sensibilități ale trăirilor interioare ale adolescentelor ori premeditări profunde acolo unde în locul tinereții s-au instaurat gânduri adânci ale vieții.

Artista, în continua căutare a noului, a frumosului artistic, este preocupată de relația culoare-lumină, subiect-viață-bucurie, realitate și nostalgie.

Astfel își desfășoară gândurile, transpunându-le în diversitatea ideilor și a tehnicilor ce le abordă, preocupată și de noul ca tehnică în arta picturală - denumită de artistă - ROLOGRAFIE - uneori cu aspect cvasipointilist. Dar, acest stil nu constituie o dominantă în reprezentările sale, realizând cu predilecție lucrări în mai multe tehnici (ulei, acuarelă, tuș, pastel, cerneluri tipografice etc.). Aceasta deține un palmares impresionant de expoziții atât în țară, cât și în strainătate.

Expoziții colective în țară și în străinătate

1959 - exp. profesorilor din Școala populară de Artă

1966 - exp. grup profesori și absolvenți

1968 - exp. grup profesori și absolvenți

1969 - Casa Corpului Didactic

1970 - Casa Corpului Didactic

1971 - exp. grafică în cadrul Institutului Fizică Atomică la Geneva

1972 - exp. de grup la Casa de Cultură S. Petöffi

1974 - exp. Colectivă SPA la Herăstrău

1975 - exp. grup Casa Corpului Didactic

1976 - exp. de afișe - grafică în Polonia

1978 - exp. grup la cercul de pictură la Clubul Studențesc A.S.E.

1979 - exp. împreună cu pictorii de la cerc A.S.E.

1980 - exp. la Clubul Sindicatelor din Comerț

1981 - exp. grup cu absolvenții grafică de la SPA

1981 - exp. festival - concurs de pictură și grafică - VORONEȚIANĂ - Suceava

1982 - exp. grup club A.S.E. (Moxa)

1983 - exp. grup club A.S.E. (Moxa)

1983 - exp. grup cu absolvenții de artă

1985 - exp. VORONEȚIANĂ - Suceava

1990 - Decembrie participă cu lucrări de pictură la Salonul Republican

1991 - Ianuarie participă cu două lucrări la Salonul anual republican de grafică

1992 - În Aprilie participă cu lucrări la Salonul Primăverii

Expoziții personale

1965 - exp. personală în cadrul Școlii Populare de Artă

1968 - exp. personală de pictură și grafică în orașul natal Botoșani

1969 - exp. de grafică București la sala Dalles mică

1970 - exp. Casa Corpului Didactic

1971 - exp. personală de grafică în colaborare cu exponate ale I.F.A. la Geneva - Elveția

1972 - exp. personală pictură - grafică la Piatra-Neamț

1975 - exp. pictură - grafică București Biblioteca Centrală Universitară

1976 - exp. pictură Mamaia (la hotel Aurora)

1977 - exp. pictură Forli - Italia

1977 - exp. Mamaia (Hotel Meridian)

1978 - exp. pictură Milano - Italia

1979 - exp. grafică + acuarele tuș th. mixte (Teatrul Mare) Leipzig Germania Est

1980 - exp. pictură grafică Mamaia (Hotel Meridian)

1980 - exp. pictură Sala Club Comerț - București

1981 - exp. Galeria „Il Gattopardo” - Palerma - Sicilia

1981 - exp. Barcelona - Spania Galeria Canuda

1983 - exp. pictură-grafică Brașov (Sala Victoria)

1983 - exp. pictură-grafică Casa de Cultură Sf. Gheorghe

1984 - exp. pictură-grafică Galeria Beaux Arts Köln - Germania Vest

1984 - exp. acuarele galeria Il Quadra Aachen Germania Vest

1986 - exp. Köln Germania Vest Galeria Beaux - Arts

1986 - exp. Cesena - Italia La Permanente

1986 - exp. Voltana (Ra) - Italia

1986 - exp. acuarele Zeitz Germania de Vest

1989 - exp. ulei și acuarele Köln Germania Vest

1989 - exp. ulei și acuarele Voltana (Ra) - Italia

1989 - exp. Alfonsine (Ra) Italia

1991 - exp. ulei - acuarele Berlin Germania Est

1991 - exp. ulei - acuarele Hildesheim Germania Vest

1992 - exp. ulei - acuarele București

1993 - exp. ulei - acuarele Cercul Militar București

Călătorii de documentare în străinătate

Marinella Tucaliuc a efectuat mai multe călătorii de documentare in țări precum Franța, Germania Est și Vest, Italia, Iugoslavia, Austria, Elveția, Spania, Belgia, Ungaria, Bulgaria, Polonia, Cehoslovacia, Turcia, Sicilia, Grecia.

Lucrări in colecții de stat si particulare

În țară:

București, Brașov, Botoșani, Suceava, Piatra-Neamț, Constanța, Cluj, Sf. Georghe, Arad, Timișoara, etc.

În străinătate:

ITALIA - Milano, Torino, Veneția, Roma, Voltana (Ra), Alfonsine (Ra), Santagate (Ra), Ravenna, Palermo, Pescara, Napoli, Ercolano, Lugo, Bergamo, Vicenza, Modenna, Forli, Como, Cesena, Sorentto, San Marino, Florentza.

FRANȚA - Paris, Lyon, Nimmes

SPANIA - Barcelona

GERMANIA VEST - Berlin, Köln, Stuttgart, Esslingen, Aachen, Hildeshein, Hannover

GERMANIA EST - Leipzig, Dresda, Halle, Gera, Zeitz

JUGOSLAVIA - Belgrad, Priștina, Novisad

POLONIA - Varșovia

ISRAEL

AMERICA - New York

AUSTRIA - Viena (Insbruk), (Kuffstein)

ELVEȚIA - Geneva, Losanne

ANGLIA

GRECIA

OLANDA

AUSTRALIA

CHINA

Bibliografie

Expoziție retrospectiva - Muzeul de Istorie și Artă al Municipiului București (1992)

Expoziție de grafică - Sala Dalles, Universitatea Populară București (1969)